# Girolamo Minotto
Girolamo Minotto (... - Constantinopla, 30 de mayo de 1453) fue un capitán de la marina veneciana.
Ayudó al emperador bizantino Constantino XI en su intento desesperado por salvar a Constantinopla de las manos de los otomanos. Murió ejecutado pocos días después de la batalla, después de evacuar a un considerable número de personas gracias a su flota.